# Браун, Джордж (британский политик)
Джордж Браун, барон Джордж-Браун (англ. George Brown, Baron George-Brown; 2 сентября 1914, Ламбет, Лондонское графство — 2 июня 1985, Труро, Юго-Западная Англия) — британский государственный деятель и пожизненный пэр.
В 1966—1968 годах — министр иностранных дел Великобритании в кабинете Гарольда Вильсона.